# Urotheca decipiens
Espèce
Synonymes
- Ablabes decipiens Günther, 1893
- Rhadinaea albiceps Amaral, 1924
- Rhadinaea decipiens (Günther, 1893)

Urotheca decipiens  est une espèce de serpents de la famille des Dipsadidae.

## Répartition
Cette espèce se rencontre :
- en Colombie ;
- au Costa Rica ;
- en Équateur ;
- au Honduras ;
- à Panama.

## Description
L'holotype de Urotheca decipiens mesure 460 mm dont 215 mm pour la queue.

## Publication originale
- Günther, 1893 : Reptilia and Batrachia, Biologia Centrali-Américana, Taylor, & Francis, London, p. 1-326 (texte intégral).